# Aeaea placatrix
Aeaea placatrix är en fjärilsart som beskrevs av Hodges 1969. Aeaea placatrix ingår i släktet Aeaea och familjen fransmalar. Inga underarter finns listade i Catalogue of Life.